# Partido Social Demócrata (Chile)
El Partido Social Demócrata (PSD) fue un partido político de Chile fundado en 1967 como consecuencia de una escisión del Partido Democrático Nacional (PADENA). 
Su emblema era una estrella blanca con un triángulo rojo en su interior y la sigla PSD.

## Historia
Tras las elecciones parlamentarias de 1965, en las que obtuvo un senador y tres diputados, el PADENA –cuyo presidente era Wolfgang Prieur Koelling– decidió retirarse del izquierdista Frente de Acción Popular (FRAP) y apoyar al gobierno de Eduardo Frei Montalva. Un sector encabezado por el senador Luis Fernando Luengo y el diputado Juan Tuma Masso rechazó este planteamiento y fundó el Partido Social Demócrata el 11 de septiembre de 1967, el cual fue reconocido legalmente por la Dirección del Registro Electoral el 7 de noviembre. También participó en su fundación el Movimiento de Rebeldía Nacional (MORENA), fracción del Partido Demócrata Cristiano liderada por el diputado Patricio Hurtado Pereira.
Para las elecciones de 1969 no consiguió elegir senadores ni diputados. Ese año, firmó el pacto de la Unidad Popular, representado por su secretario general, Esteban Leyton Soto. En 1970, apoyó la precandidatura presidencial de Rafael Tarud Siwady, aunque finalmente entregó su apoyo a la candidatura de Salvador Allende.
Luego de un Congreso extraordinario realizado del 2 al 4 de junio de 1972, el Partido Social Demócrata acordó fusionarse con el Partido Radical (PR) debido a la similitud de sus programas ideológicos. El 5 de julio de 1972 fue inscrita ante la Dirección del Registro Electoral la fusión del PSD con el PR, quedando legalizada el 11 de agosto.
Tuvo entre sus militantes y dirigentes a Lautaro Ojeda, Plácido Contreras, Eugenio Tuma Zedán, Humberto Martones Morales, Enrique Martones Morales, Gabriel Luengo, Hernán Giles, Manuel Yáñez, el médico Óscar Jiménez Pinochet, Uberlinda Reyes Lagos, Luis Urra Muena, Francisco González, Patricio Hurtado Pereira, Manuel González y Nelson Ávila.

## Directiva
La directiva nacional del PSD, al momento de su fundación, estaba integrada por:
- Secretario General: Luis Fernando Luengo Escalona
- Subsecretario General: Patricio Hurtado Pereira
- Subsecretario administrativo: Lautaro Ojeda Herrera
- Secretario de organización y control: Adán Puentes Gómez
- Secretario de finanzas: Mirko Petric Lopicic

## Resultados electorales

### Elecciones parlamentarias
| Elección | Diputados | Diputados       | Diputados | Senadores         | Senadores         | Senadores |
| Elección | Votos     | % de votos      | Escaños   | Votos             | % de votos        | Escaños   |
| -------- | --------- | --------------- | --------- | ----------------- | ----------------- | --------- |
| 1969     | 20 560    | \| \| 0,89 % \| | 0/150     | Sin participación | Sin participación |           |
|          | 0,89 %    |                 |           |                   |                   |           |

### Elecciones municipales
| Elección | Votos  | % de votos      | Regidores |
| -------- | ------ | --------------- | --------- |
| 1971     | 38 054 | \| \| 1,36 % \| | 11/1653   |
|          | 1,36 % |                 |           |